# Barbara Sołtysik
Barbara Sołtysik (ur. 5 sierpnia 1942 w Wadowicach) – polska aktorka teatralna i filmowa.

## Życiorys

### Kariera
W 1964 ukończyła studia na Wydziale Aktorskim PWST w Warszawie. Debiut teatralny rok później, 31 stycznia. W latach 1964–1985 była aktorką w Teatrze Współczesnym w Warszawie, a w latach 1985–1995 w Teatrze Polskim w Warszawie. Popularność zdobyła m.in. grając główną rolę w filmie Jerzego Passendorfera Dzień oczyszczenia, a także występując w serialu Stawka większa niż życie. W 1977 otrzymała odznakę Zasłużony Działacz Kultury. Była też reżyserem dubbingu w Telewizyjnych Studiach Dźwięku.

### Życie prywatne
Była żoną aktora i reżysera Jana Englerta, z którym ma troje dzieci: syna Tomasza oraz dwie córki – Katarzynę i Małgorzatę (bliźniaczki). Para rozwiodła się w 1994, po 33 latach małżeństwa.

## Teatr
- Teatr Współczesny w Warszawie: 1964–1985[1]
- Teatr Polski w Warszawie: 1985–1995[1]

## Filmografia
- 2008–2015: Barwy szczęścia – Wanda Jeleń-Jarzębska
- 2004–2006: Pensjonat pod Różą – Danuta Tarnowska, babcia Ani
- 2002–2006: Samo życie – siostra Matylda
- 2002–2003: Psie serce – Anna Drozd, matka Stefana
- 1999: Egzekutor
- 1995: Tato – sędzia
- 1994: 25 (k)latek
- 1993: Goodbye Rockefeller – mama Julii
- 1992: Żegnaj, Rockefeller – Kuczmańska, mama Julii
- 1991: V.I.P. – Kobieta w samochodzie
- 1990: Dziewczyna z Mazur
- 1990: W piątą stronę świata – Maria Sulejowa
- 1989: Po upadku. Sceny z życia nomenklatury – Anna
- 1989: Odbicia – matka Małgosi
- 1988: Oszołomienie – matka córki wywiezionej do obozu
- 1988: Błąd w rachunku – docent Turyłło
- 1988: Pole niczyje – Wanda Ziarnicka
- 1988: Trójkąt bermudzki – żona Jarka
- 1988–1991: Pogranicze w ogniu – matka Franka
- 1987: Rzeka kłamstwa – wujenka
- 1986: Ostatni dzwonek
- 1985: Żuraw i czapla – matka Kaśki
- 1984: 5 dni z życia emeryta – kobieta awanturująca się przed kioskiem
- 1983: Soból i panna – gość baranostwa
- 1983: Stan wewnętrzny – pracownica w biurze projektów
- 1981: Ślepy bokser – Jadwiga
- 1980–2000: Dom – Teresa Bawolikowa
- 1980: Dziewczyna i chłopak – Barbara Jastrzębska
- 1977: Akcja pod Arsenałem – harmonistka
- 1977: Niedziela pewnego małżeństwa w mieście przemysłowym średniej wielkości – kochanka Milewskiego
- 1977: Dziewczyna i chłopak – matka Tomka i Tosi
- 1976: Con amore – chora
- 1976: Polskie drogi – Maria, żona Gorączki
- 1973: Stawiam na Tolka Banana – milicjantka
- 1972: Poślizg – Halina
- 1970: Życie rodzinne – kreślarka
- 1969: Paragon gola – pielęgniarka
- 1969: Do przerwy 0:1 – pielęgniarka
- 1969: Dzień oczyszczenia – Maryna, żona Trzmiela
- 1968: Teatr TV: Czy to jest miłość
- 1967: Stawka większa niż życie odcinek „Wielka wsypa” – radiotelegrafistka Marta
- 1967: Kiedy miłość była zbrodnią – dziewczyna z Hitlerjugend
- 1967: Cyrograf dojrzałości – uczennica zegarmistrza
- 1965: Sam pośród miasta – ekspedientka w delikatesach
- 1965: Potem nastąpi cisza – Zosia Brzycka
- 1962: Miłość dwudziestolatków (Amour à vingt ans, L') – koleżanka Basi

## Reżyseria dubbingu
- 1998: Pippi
- 1998: Gargantua
- 1997: Życzenie Annabelli
- 1997: Świat królika Piotrusia i jego przyjaciół
- 1995: Balto
- 1994: Księżniczka łabędzi (Wersja telewizyjna)
- 1990–1998: Świat Bobbiego
- 1989: Mała Syrenka
- 1989: Bouli
- 1986: Amerykańska opowieść
- 1984–1991: Mapeciątka
- 1977: Podróże Guliwera
- 1947: Konik Garbusek
- Dziwne, dzikie i nieznane
- Przygody przyrody
- TAZ

## Użyczyła głosu
- 2000–2003: Weterynarz Fred (Fetch the Vet)
- 1992–1998: Bajki zza okna – głosy postaci anim. (1996)